# 我愛Lolanto
《我愛Lolanto》(青蛙王子續集)導演王晶執導，並與陳百祥自編自演的愛情喜劇。

## 劇情大綱
汽車維修廠老闆Lolanto偷用惡人郁德仁的名車泡妞，被識破後給毆傷送去醫院。在醫院巧遇富商廖驃的弱智女兒小蚊。後來小蚊回家不久就離家出走，在酒巴遇到Lolanto跟倫狄龍，就好心收留他她住一起。可是小蚊之後進醫院做腦部手術，把Lolanto給忘記了。

## 劇中人物
- 陳百祥（Lolanto）
- 王晶（倫狄龍；配音：陳永信）
- 夏文汐（小蚊；配音：沈小蘭）
- 董驃（小蚊父廖鏢）
- 艾蒂（小蚊後母；配音：黃小英）
- 陳惠敏（郁德仁）
- 金燕玲（郁德仁太太）
- 冼灝英（朱錦春；配音：朱子聰）
- 余慕蓮（校長；配音：黃小英）
- 杜少明（嫖客）

## 電影歌曲
- 主題曲〈今天再不可〉 主唱：陳慧嫻

## 外部連結
- 開眼電影網上《我愛Lolanto》的資料（繁體中文）
- 豆瓣电影上《我愛Lolanto》的資料 （简体中文）
- 时光网上《我愛Lolanto》的資料（简体中文）
- 香港影庫上《我愛Lolanto》的資料（繁體中文）
- 互联网电影数据库（IMDb）上《我愛Lolanto》的资料（英文）